# Кулура
Кулура или Колура (грч. Κουλούρα) је насељено место у општини Бер у периферији Средишња Македонија, Грчка. Према попису из 2021. године био је 941 становник.
Према бугарском географу и историчару, Василу Канчову, у Кулури је 1900. године живело 250 Грка хришћана.